# Ctenitis clathrata
Ctenitis clathrata là một loài dương xỉ trong họ Dryopteridaceae. Loài này được M.Kato mô tả khoa học đầu tiên năm 1996.
Danh pháp khoa học của loài này chưa được làm sáng tỏ. 